# Coalition 2016
Die Coalition 2016 war eine Koalition von sieben gambischen politischen Parteien und einer unabhängigen Kandidatin. Sie war zur Unterstützung eines einheitlichen Kandidaten der gambischen Opposition in der Präsidentschaftswahl in Gambia 2016 gegründet worden.
Die Koalition wählte den Immobilienentwickler und Vorsitzenden der United Democratic Party (UDP) Adama Barrow als ihren Präsidentskandidaten. Barrow verließ offiziell die UDP, um als unabhängiger Kandidat zu kandidieren, wobei seine Kandidatur weiterhin von der UDP durch ihre Mitgliedschaft in der Koalition unterstützt wurde.
Neben der UDP gehörten die People’s Democratic Organisation for Independence and Socialism (PDOIS), die National Reconciliation Party (NRP), der Gambia Moral Congress (GMC), die National Convention Party (NCP), die People’s Progressive Party (PPP), die Gambia Party for Democracy and Progress (GPDP) und die unabhängige Kandidatin und Frauenrechtsaktivistin Isatou Touray der Koalition an.
Die Koalition gewann die Wahlen und Adama Barrow wurde Präsident Gambias.

## Führung der Koalition
- Halifa Sallah (PDOIS)
- Ousainou Darboe (UDP)
- Isatou Touray, parteilos
- Sainey Touray (UDP)
- Omar A. Jallow (PPP)
- Musa Sonko (NRP)
- Fatoumata Tambajang
- Kebba F. Singhateh, parteilos
- Samba Jallow (NRP)
- Pa Omar Faye, parteilos
- Musa Jeng, parteilos
- Muhammed Magassy, parteilos
- Mai A. Fatty (GMC)
- James Gomez, parteilos
- Bamba Gaye (NRP)
- Dembo (By force) Bojang (UDP)
- Buba Ayi Samateh, parteilos
- Hamat Bah (NRP)
- Aji Yam Secka (UDP)